# Verband der Elektrotechnik, Elektronik und Informationstechnik
La VDE Verband der Elektrotechnik Elektronik Informationstechnik e. V. (VDE) è una organizzazione che si occupa di normative riguardanti tecnologie elettriche, elettroniche ed informatiche. È nata nel 1893 sotto il nome di  Verband Deutscher Elektrotechniker (VDE) in Germania.

## Storia
L'avvento dell'energia elettrica a metà '800 fa nascere una nuova disciplina, l'elettrotecnica. A fine secolo Werner Siemens capì l'enorme potenziale delle nuove scoperte che riferì al Generalpostmeister Heinrich von Stephan.
Stephan pensò quindi di creare una associazione, e nel 1879 a Berlino venne fondata la prima Elektrotechnik-Verein, per la prova e la sicurezza di apparati elettrici come motori e impianti.
Nacque l'esigenza di estendere l'associazione sul territorio nazionale. Un grosso contributo lo diede Adolf Slaby, negli anni '80 dell'800 professore alla Technischen Hochschule Charlottenburg. L'anno successivo il 6 dicembre morì von Siemens. Il 21 gennaio 1893 nella sala gialla del Hotel Kaiserhof (Berlino), 37 membri fondarono la nuova associazione. Il giorno seguente a casa di  Emil Rathenau venne ufficialmente fondata la Verband Deutscher Elektrotechniker. Primi membri furono Adolf Slaby e Georg Wilhelm von Siemens. Firmatario anche Emil Arnold Budde.

## Associazione

### Struttura
La VDE associazione di elettrotecnica-elettronica-informatica e.V. è la più grande associazione tecnico-scientifica d'Europa. Al 2018 conta 36 000 membri (con 1 300 aziende) e 1 600 dipendenti. La VDE unisce scienza, normazione e prove. La VDE opera nel testing, ispezione e certificazione e per la tutela del consumatore. I settori di interesse sono:
- Cyber security
- Energia
- Industria
- Mobilità
- Smart city
- Salute
- Living

### Rete
La sede della VDE è a Francoforte sul Meno, con uffici di rappresentanza a Berlino e Bruxelles. In Germania vi sono poi sedi in 29 circondari. Opera in nord America e Asia oltre che in Francia, Polonia, Turchia e Spagna. In Italia la sede ufficiale è stata aperta ad Ottobre del 2017 nella città di Fabriano.

### Società
Sono cinque le società specifiche VDE:
- Informationstechnische Gesellschaft per l'informatica
- Tecnologia energetica
- Deutsche Gesellschaft für Biomedizinische Technik per la tecnologia medica
- Microelettronica/Microsistemi
- Automazione

### Normazione e standard
La Deutsche Kommission Elektrotechnik Elektronik Informationstechnik in DIN und VDE (DKE) è la sede normativa per l'elettrotecnica in Germania, e lavora in ambito elettrotecnico, elettronico e informatico. Rappresenta la Germania nel Comitato europeo di normazione elettrotecnica (CENELEC) e nella International Electrotechnical Commission (IEC).

### Netztechnik und -betrieb
Il Forum Netztechnik/Netzbetrieb VDE (FNN) elabora norme e avvisi VDE e li diffonde ai soci; aziende, organizzazioni, istituzioni e ordini.

### Prove e certificazioni

Sigillo VDE

Nella ONLUS VDE Prüf- und Zertifizierungsinstitut GmbH con sede a Offenbach vengono testati oltre 100 000 apparecchi all'anno. Vengono così marchiati con il sigillo VDE. Con la VDE Global Services GmbH viene messa in atto la prova e la certificazione nel mondo. Dal 2017 è operativa anche la sede Italiana di Fabriano per l'esecuzione di test di sicurezza elettrica

### Norme e pubblicazioni
La casa editrice VDE pubblica le normative, libri e scritti di tecnica. Dal 2014 organizza anche seminari.

### Consulenza tecnica
La VDI/VDE Innovation + Technik GmbH (VDI/VDE-IT) conduce progetti innovativi in Germania e all'estero.

### Promozione dei giovani
La VDE Young Net è composta da circa 70 scuole superiori, 8 000 studenti e 6 000 Young Professionals. Pianifica progetti, iniziative tra studenti e docenti, oltre che aziende.